# Hyperphrixus castrensis
Hyperphrixus castrensis är en kräftdjursart som beskrevs av Clements Robert Markham1985. Hyperphrixus castrensis ingår i släktet Hyperphrixus och familjen Bopyridae.
Artens utbredningsområde är Mexikanska golfen. Inga underarter finns listade i Catalogue of Life.